# Внешняя политика Руанды
Внешняя политика Руанды — общий курс Руанды в международных делах. Внешняя политика регулирует отношения Руанды с другими государствами. Реализацией этой политики занимается министерство иностранных дел Руанды. Государство является членом Организации Объединённых Наций, Африканского союза и Восточноафриканского сообщества.

## История
Большинство историков согласны с утверждениями Руандийского патриотического фронта о том, что геноцид 1994 года был преднамеренной, методичной кампанией хуту по полному истреблению тутси, и что планы хуту по совершению геноцида были заранее хорошо известны европейским, американским и официальным лицам ООН.
Руанда принимает десятки тысяч беженцев из соседних африканских стран, таких как: Бурунди, Демократическая Республика Конго, Эритрея, Сомали и Южный Судан. Также Руанда приняла сотни африканских беженцев из Израиля и афганцев.
По данным УВКБ ООН, по состоянию на 2015 год в Руанде находилось 75 000 бурундийских беженцев. Когда появились сообщения о том, что Руанда вербует и обучает бурундийских беженцев, включая детей, для смещения президента Бурунди Пьера Нкурунзизы, то Руанда объявила о переселении бурундийских беженцев в третьи страны .
С сентября 2019 года Руанда также принимает ливийских беженцев и лиц, ищущих убежища, и управляет центром для беженцев в Гашоре в котором находится до 700 беженцев из восьми африканских стран (Эритрея, Судан, Южный Судан, Сомали, Эфиопия, Нигерия, Чад и Камерун) и финансируется УВКБ ООН до 31 декабря 2023 года.
В 2021 году Дания подписала соглашение о создании центра по предоставлению убежища в Кигали, а с апреля 2022 года Великобритания стремилась переложить свои обязанности по предоставлению убежища, считая Руанду безопасной третьей страной, предложив 120 миллионов фунтов стерлингов на программы экономического развития в обмен на приём беженцев.